# Abria innominata
Abria innominata is een hooiwagen uit de familie Cosmetidae. De originele naamcombinatie (protoniem) was Cynorta innominata Henriksen, 1932. Een volgende naamrecombinatie werd gepubliceerd als Abria innominata (Henriksen, 1932) in Villarreal, Medrano & Kury 2023.